# 121313 Tamsin
121313 Tamsin este un asteroid din centura principală de asteroizi.

## Descriere
121313 Tamsin este un asteroid din centura principală de asteroizi. A fost descoperit pe 8 septembrie 1999 la Uccle de Thierry Pauwels. Asteroidul prezintă o orbită caracterizată de o semiaxă mare de 2,65 ua, o excentricitate de 0,08 și o înclinație de 1,1° în raport cu ecliptica.